# Mihael Zmajlović
Mihael Zmajlović (Jastrebarsko, 19. siječnja 1978.) ekonomist i političar. Bio je ministar u Ministarstvu zaštite okoliša i prirode od 2012. do 2016. godine, a prethodno je bio gradonačelnik Jastrebarskog od 2009. do 2012 godine. Trenutno kandidat za župana Zagrebačke županije.

## Obrazovanje
Pohađao je Osnovnu školu Ljubo Babić u Jastrebarskom. Od 1992.do 1996. pohađao je XV. gimnaziju u Zagrebu. 2001. je diplomirao na Ekonomskom fakultetu u Zagrebu. 
Između ostalog, važno je za istaknuti pohađanje Programa osposobljavanja internih auditora, i to 2005. za sustav upravljanja kvalitetom ISO 9001:2000; 2007. za sustav upravljanje sigurnošću hrane ISO 22000:2005 te 2008. za sustav upravljanja okolišem ISO 14001:2004.

## Politička karijera
Političku karijeru započeo je kao član gradskog Poglavarstva 2001. godine. 2005 godine postaje članom Socijaldemokratska partija Hrvatske, a iste je godine izabran za predsjednika Gradske organizacije SDP-a Jastrebarsko. 2009. godine izabran je za gradonačelnika grada Jastrebarskog na hrvatskim lokalnim izborima, a tu dužnost obnaša tri godine, do 2012. Za predsjednika Županijske organizacije SDP-a Zagrebačke županije izabran je 2010., a godinu kasnije, 2011., izabran je na parlamentarnim izborima te ulazi u hrvatski sabor kao saborski zastupnik. Početak obnašanja zastupničkog mandata počinje 22. prosinca 2011. godine.
2012. je bitna godina za Zmajlovićev politički put jer postaje ministar zaštite okoliša i prirode i tu dužnost obnaša do 2016. godine. Iste godine kada je postao ministar, izabran je u Predsjedništvo SDP-a Hrvatske te obnaša dužnost Predsjednika Odbora za prostorno uređenje i graditeljstvo.
2016. godine napušta ministarsku poziciju, no ostaje saborski zastupnik iduće četiri godine, do 2020. U navedene četiri godine zastupničkog mandata, Zmajlović je obnašao niz značajnih funkcija, poput voditelja izaslanstva Hrvatskog sabora u Parlamentarnoj skupštini OESS-a, potpredsjednika Odbora za gospodarstvo, predsjednika Odbora za zaštitu okoliša i prirode i predsjednika Odbora za ravnopravnost spolova. Također je bio član Odbora za zaštitu okoliša i prirode, član Odbora za međunarodnu suradnju te član Izaslanstva Hrvatskoga sabora u Parlamentarnoj skupštini Organizacije za europsku sigurnost i suradnju.
2020. godine ponovno je izabran kao član Predsjedništva SDP-a Hrvatske.
Trenutno je kandidat za župana Zagrebačke županije.